# ينغ كوك
ينغ كوك (بالإنجليزية: Ying Kwok)‏ هي لاعب كرة مضرب صينية، ولدت في 1966.

## وصلات خارجية
- ينغ كوك على موقع أوليمبيديا (الإنجليزية)
- ينغ كوك على موقع اللجنة الأولمبية الأسترالية (الإنجليزية)